# 邓植仪
邓植仪（1888年6月11日—1957年10月18日），字槐庭，男。广东顺德人，中国土壤学家、农业教育家，曾任国立广东大学、国立中山大学教授，中华民国教育部部聘教授。